# Soucelles

Soucelles este o comună în departamentul Maine-et-Loire, Franța. În 2009 avea o populație de 2,590 de locuitori.